# The mothers-in-law and aunts of Huangtupo
The mothers-in-law and aunts of Huangtupo (xinès simplificat: 黄土坡的婆姨们 ). També  traduïda a l'anglès com The Women of Huangtupo Village. Pel·lícula xinesa del 1988, amb guió de Feng Ma ( 马烽), i Qian Sun (孙谦), filmada per la directora Dong Kena.

## Estil i realització
The mothers-in-law and aunts of Huangtupo (黄土坡的婆姨们),forma part d'una sèrie de pel·lícules com The Women's Inn (相思女子客店), ), Women's world (女性世界), i The Merry Wives of the Queen's Mausoleum (女皇陵下的风流娘们儿) que Dong Kena va filmar amb la incorporació de personatges femenins que li van generar una important notorietat i popularitat entre les espectadores que s'han vist reconegudes i emocionalment properes. Es pot veure a Youtube.

## Trama
La pel·lícula narra la història de joves treballadors que van sortir per guanyar diners després que es va implementar la contractació de terres al poble de Huangtupo.
Després del procés de posta en marca de la contractació de terres al poble de Huangtupo, tothom va mostrar el seu talent, i tots els treballadors joves i forts van sortir a guanyar diners. Al poble només i queden algunes ties i els vells, febles, malalts i discapacitats. Le Datong, el marit d'una jove anomenada Changlu Ye, va donar a la seva dona els 5.000 iuans que guanyava conduint com a xofer amb el propòsit  d'estalviar més diners per construir una casa nova. No obstant això, s'acosta la llaurada de primavera i no hi ha bestiar i mà d'obra. Changluye va convèncer els seus sogres perquè comprés un petit tractor i algunes eines de suport agrícola per 5.000 iuans, i va portar les seves ties a formar un grup per de contractació. Amb l'ajuda entusiasta del tècnic Yu, van superar diverses dificultats i van implementar l'agricultura científica. Quan Le Datong torna a casa per retirar diners i preparar-se per fer funcionar el seu propi transport, va saber que la seva dona havia utilitzat els diners per comprar un tractor, així que es va barallar i va planejar vendre el tractor. Després d'escoltar la notícia, l'oncle Le li diu a Datong que demani perdó a la seva dona.
El treball dur de les ties finalment va donar lloc a una collita de gra abundant, però l'empresa del gra no en va acceptar més a causa de les fuites al magatzem. Davant d'això Changluye decideix muntar una fàbrica de processament de gra. Per tal de recaptar fons per muntar una fàbrica, va anar a totes les llars per rebre ajut. Però el cap del municipi, que només es preocupava per les empreses del municipi i ignorava la producció agrícola, no va demanar el permís corresponent consentiment . Changluye i les seves ties no ho van poder suportar. Es van queixar al comitè del comtat i van demanar suport per desenvolupar l’agricultura.

## Repartiment
La pel·lícula és protagonitzada per les actrius Li Kechun, Zhiqun Xu Fang Gao i els actors Huang Zongluo  Ding Yi, Zhao Ziyue i Li Shunan.

## La directora
Dong Kena de nom real Dong Wenjuan va néixer el 15 de desembre de 1930 a Weihai, província de Shandong a la Xina. El 1955 va entrar a estudiar direcció a la Film School, la futura Acadèmia de Cinema de Pequín.
Va començar com actriu a finals de la segona guerra sino-japonesa a l'Art Troupe de la Regió Militar Oriental de la Xina i el 1949 va entrar als "Shanghai Studios". El 1951, va tenir el seu primer èxit a la pel·lícula "Women Train Drivers" (女司机) de Xian Qun (冼群). A causa d'una intervenció quirúrgica, les seves cordes vocals van quedar danyades i va haver de deixar la feina d’actriu.
El 1957, es va incorporar al Changchun Studio com a assistent de direcció. Va col·laborar amb directors com Yuan Naichen per a la pel·lícula "Cliff" (悬崖) estrenada el 1958, i el 959, amb Wu Zhaodi en "Sisters on Ice". El 1960 va anar als Beijing Film Studio on va codirigir la pel·lícula d'òpera "Red Flowers Bloom Everywhere" amb Li Bingzhong. Més tard també col·laboraria amb altres directors com Ling Zifeng, Cheng Yin, Xin Jing i Zhang Xiande.
El 1961 va fer la seva primera pel·lícula; el director de l'estudi li va encarregar l'adaptació d'un conte de Wang Zongyuan (王宗元) titulat "La cunyada Hui" (Hui Sao《惠嫂》) que al People's Daily es va anunciar amb el títol de "A Grass on Mount Kunlun" (昆仑山上一棵草).  No va tornar a dirigir una pel·lícula pròpia fins passada la Revolució Cultural, l'any 1975, quan la producció cinematogràfica es va reprendre, amb el film "A Child in the Heat of War" (Fenghuo shaonian《烽火少年》), una pel·lícula en blanc i negre que té lloc durant la guerra el 1943.
Després de la mort de Mao l'any 1978, va codirigir amb Que Wen (阙文) una altra pel·lícula de l'estudi de Beijing: "Huge Waves" (Ju lan《巨澜》), sobre la lluita contra les inundacions a la tardor de 1950, en un context de lluita de classes.
Les pel·lícules realitzades per Dong Kena durant aquest període dels anys 80 formen part d'un context de melodrames dirigits per grans directors com Xie Jin o Xie Fei, amb temes i estètica que també segueix Dong, amb pel·lícules com “The Second Handshake” (第二次握手).